# Andrea Bartošková
Andrea Bartošková (* 21. listopadu 1952 Brno) je česká archeoložka a historička, vdova po českém herci Jiřím Bartoškovi.

## Život
Andrea Bartošková se narodila 21. listopadu 1952 v Brně. Po vystudování brněnského gymnázia v Lerchově ulici se rozhodla studovat archeologii na tehdejší Univerzitě Jana Evangelisty Purkyně v Brně. S výběrem oboru jí pomohl Jiří Kotas, který se na školu předtím neúspěšně hlásil. Školu po několika letech úspěšně absolvovala. Následně odešla pracovat do archeologického ústavu ČSAV. Převážně se zaměřovala na vývoj hradišť a raně středověké kultury.
Je autorkou dvou desítek odborných publikací, mezi něž patří například Slovanské depoty železných předmětů v Československu (1985) a Budeč (2014).

### Osobní život
Na začátku 70. let 20. století se seznámila s Jiřím Bartoškou. Bartoška v té době studoval v Brně na Janáčkově akademii múzických umění. Pár se vzal v roce 1976. O necelý rok později se narodila dcera Kateřina (* 1977) a o devět let později syn Jan (* 1986).
Její manžel Jiří Bartoška, český herec, producent a prezident MFF Karlovy Vary, zemřel 8. května 2025 ve věku 78 let, po dlouhodobých zdravotních komplikací spolu s rakovinou mízních uzlin.